# Омер Лютфі-паша
Омер Лютфі-паша (Омер-паша, Омар-паша; тур. Ömer Lütfi Paşa; 24 вересня 1806, Янья Гора — 18 квітня 1871, Стамбул, Османська імперія) — османський воєначальник сербського походження. Справжнє ім'я Михайло Латас (серб. Михаило /Мићо/ Латас).

## Біографія
Був сином молодшого офіцера австрійської армії, серба за національністю. Народився в містечку Янья Гора, яке на той час знаходилося на території Військового кордону, що входило до Габсбурзької монархії.

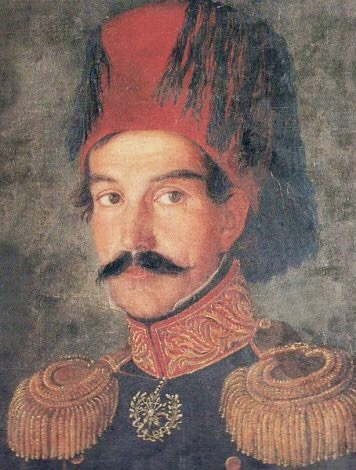
Омер-паша

Один рік ув учителем у середній школі міста Госпіч, доки не отримав безкоштовне місце кадета у кадетській школі Задару. Одразу ж після закінчення кадетської школи в 1827 році через сімейні проблеми був змушений емігрувати до боснійського Гламоча (його батька звільнили з армії за крадіжку, що, означало кінець його військової кар'єри). Незабаром переїхав до Баня-Луки, у пошуках заробітку на життя.
У Баня-Луці, за рекомендацією свого мусульманського начальника, прийняв іслам та взяв ім'я Омер (Омар). Через два роки вирушив у Видин. Там він був учителем малювання дітей командира фортеці, який був задоволений його роботою та рекомендував Омера до Стамбула. З цією рекомендацією став першим викладачем креслення в Османському військовому коледжі, а потім вчителем шахзаді (спадкоємець престолу) Абдула Меджида. Служив ад'ютантом при Войцеху Хшановському, реформатору турецької армії.
Після вступу в 1839 році Абдул Меджида I на престол Омер Латас отримав звання полковника. У війну 1839 року проти Мухаммеда Алі Єгипетського Омер-паша дослужився до чину генерал-майора.
У 1840 році придушив повстання в Сирії, в 1842 році займав посаду голови еялету Триполі (Ліван). Відзначився при придушенні повстання в Албанії, у 1845 році — знову в Сирії, в 1846 році боровся з бунтівниками в Курдистані. Виявивши себе успішним воїном, Омар-паша, у досить молодому віці, отримав чин мушира (маршала).
У 1848—1849 роках брав участь у спільній з Росією окупації Дунайських князівств, в ході якої в 1848 році відзначився при зайнятті Валахії і 8 січня 1849 був нагороджений орденом Святого Станіслава 1-го ступеня.

## Події на Балканах
На Балканах Омер-паша запам'ятався тим, що зломив опір боснійських беїв, які чинили опір реформам султана і сформували в Боснії та Герцеговині сильну опозицію, якої не було близько 15 років з часів Хусейн-бека Градашчевича. Якийсь час здавалося, що боснійці заспокоїлися, але з революцією 1848 році їх рух спалахнув з новою силою.
1849 року в Боснійській Країні спалахнуло повстання проти Османської імперії, яке не могло придушити боснійський візир Тахір-паша. Після чого виникли аналогічні рухи в інших країнах, серед противників реформи був візир Герцеговини Алі-паша Різванбегович.
У травні 1850 султан послав Омер-пашу до Боснії придушити повстання. Він прибув у серпні того ж року, швидко і рішуче втопив повстання в крові, заарештував основних лідерів, зокрема Алі-пашу, який був убитий охоронцем 20 березня 1851 року.
До полону потрапило близько 1000 ага і беїв, а близько 400 у кайданах було відправлено до Стамбула. Після цього Боснія заспокоїлася, а феодальні привілеї беків та ага були назавжди знищені. З того часу Омер-пашу стали називати в Боснії «даур-паша» та найбільшим ворогом дворянства.
Коли 1852 року стався конфлікт між Портою і чорногорським князем Данилом I, Омер-паші було доручено верховне командування турецькою армією, що діяла проти чорногорців. До січня 1853 року Чорногорія була взята в кільце оточення, яке поступово стало скорочуватися, але завершенню військової операції завадило посередництво Австрії та Росії.

## Кримська війна (1853—1856)

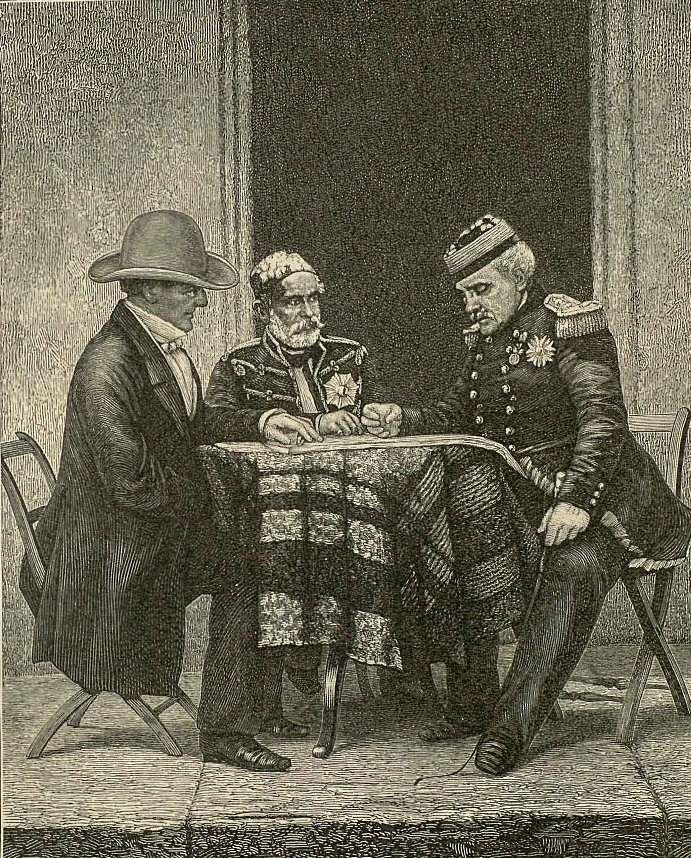
Лорд Раглан, Омер-паша та Пелісьє під під Севастополем (1855).

На початку Кримської війни Омер-паша командував турецькою армією, що діяла на Дунайській лінії. Його війська перейшли в наступ, зокрема, заволоділи Бухарестом. За успіхи проти російської армії отримав звання сардарекрема (фельдмаршала).
Після відходу російської армії з Дунаю, Омер-паша разом із британськими і французькими союзниками взяв участь у бойових діях у Криму. Наприкінці січня 1855 року він прибув із 21 тисячею чоловік у Євпаторію, звідки передбачалося діяти на російські комунікації на півострові. Тут він відзначився при штурмі Євпаторії у лютому 1855 року.
З осені того ж року брав участь у бойових діях на Кавказі. Його загін відправлений морем до малоазіатських берегів, висадився в Батумі і рушив на виручку обложеному Карсу. Однак, повернувся в Батумі і 21 вересня висадився в Сухум-Калі, звідки вторгся в Мінгрелію та оволодів переправами на річці Інгурі. Наприкінці лютого 1856 року, припинивши подальші дії, відплив до Трабзона.

## Участь в інших бойових діях

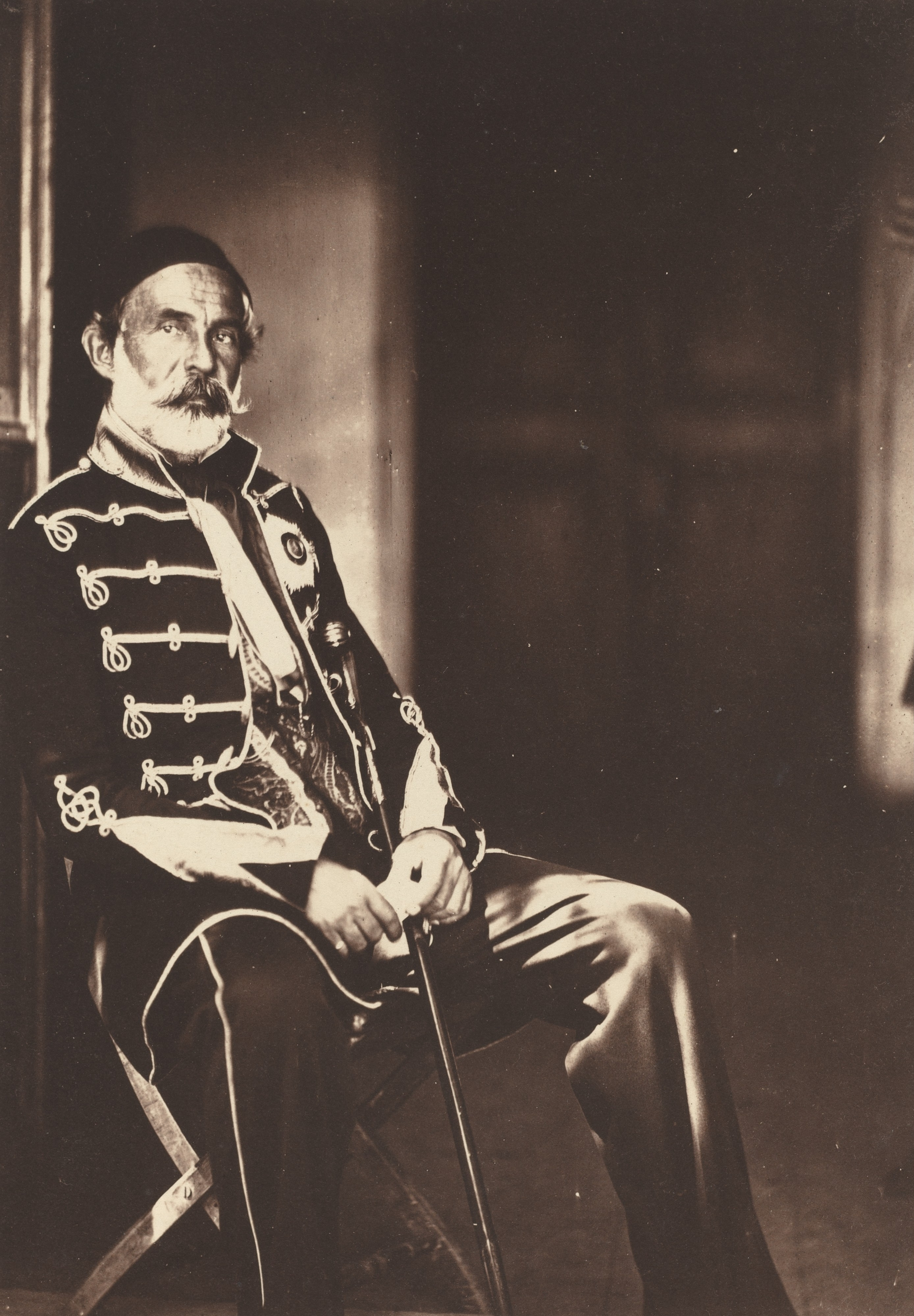
Омер-паша

З 1857 по 1859 роки Омер-паша командував військами в Месопотамії, де їм було придушено повстання. Через виявлену там жорстокість він деякий час був у опалі.
Але, у зв'язку з війною з Чорногорією через повстання Луки Вукаловича, на початку 1861 року Омер-паша знову призначений верховним головнокомандувачем військ, що діяли проти чорногорців і в Герцеговині. Бойові дії Омер-паші призводять Чорногорію в 1862 року до дуже важкого становища, у результаті якого Чорногорія змогла зберегти незалежність лише завдяки великим державам.
1867 року Омер-паша очолював придушення грецького повстання на острові Крит, але не мав успіху. Через слабку підтримку турецького флоту та погане постачання він не зміг повною мірою забезпечити блокаду острова.
На цьому його військова кар'єра закінчилася, і в 1868 році він вийшов у відставку.

## Нагороди
- Орден Святого Станіслава 1-го ступеня (8 січня 1849 року, Російська імперія)[6]
- Орден Святої Анни 1-го ступеня (11 січня 1849 року, Російська імперія)[6]

## Художній образ
У середині XX століття югославський письменник Іво Андрич, лауреат Нобелівської премії, у своєму романі «Омерпаша Латас» зобразив життя та діяльність Омер-паші під час війни у Боснії та Герцеговині.